# تام هونغ باك
تام هونغ باك (بالصينية: 譚江柏) (27 نوفمبر 1911 بغوانزو في الصين - 16 مارس 2006 في الصين) هو لاعب كرة قدم صيني في مركز الدفاع، شارك في الألعاب الأولمبية الصيفية 1936.

## وصلات خارجية
- تام هونغ باك على موقع أوليمبيديا (الإنجليزية)